# Miguel Ángel González Suárez
Miguel Ángel González Suárez (castellà: Miguel Ángel)  (Ourense, 24 de desembre de 1947 - Madrid, 6 de febrer de 2024) va ser un futbolista gallec que jugava a la demarcació de porter. Va jugar al Reial Madrid CF des del 1968 fins al 1985. Va jugar 18 vegades amb la Selecció d'Espanya, i va ser seleccionat per jugar els mundials de 1978 i 1982, encara que tenia per davant dos dels millors porters espanyols de la història: José Ángel Iribar i Luis Arconada.
Va ser triat millor jugador espanyol a la temporada 1975-76 per la revista futbolística Don Balón.
Es va retirar el 30 de juny del 1986, i en retirar-se va passar a ser delegat de l'equip. També va ser en diverses èpoques, entrenador de porters del primer equip, i des de finals dels anys 1990 fou director de la Ciutat Esportiva del Reial Madrid.
El 17 de desembre de 2022 va ser diagnosticat d'ELA, malaltia que li provocà la mort el 6 de febrer de 2024.

## Participacions en Copes del Món
| Mundial                     | Seu       | Resultat     |
| --------------------------- | --------- | ------------ |
| Copa del Món de Futbol 1978 | Argentina | Primera fase |
| Copa del Món de Futbol 1982 | Espanya   | Segona fase  |

## Palmarès
| Títol                       | Equip        | País    | Any  |
| --------------------------- | ------------ | ------- | ---- |
| Lliga espanyola             | Reial Madrid | Espanya | 1969 |
| Copa del Generalíssim       | Reial Madrid | Espanya | 1970 |
| Lliga espanyola             | Reial Madrid | Espanya | 1972 |
| Copa del Generalíssim       | Reial Madrid | Espanya | 1974 |
| Lliga espanyola             | Reial Madrid | Espanya | 1975 |
| Copa del Generalíssim       | Reial Madrid | Espanya | 1975 |
| Lliga espanyola             | Reial Madrid | Espanya | 1976 |
| Trofeu Zamora               | Reial Madrid | Espanya | 1976 |
| Lliga espanyola             | Reial Madrid | Espanya | 1978 |
| Lliga espanyola             | Reial Madrid | Espanya | 1979 |
| Lliga espanyola             | Reial Madrid | Espanya | 1980 |
| Copa del Rei                | Reial Madrid | Espanya | 1980 |
| Copa del Rei                | Reial Madrid | Espanya | 1982 |
| Torneig Ciutat de Barcelona | Reial Madrid | Espanya | 1983 |
| Copa de la Lliga            | Reial Madrid | Espanya | 1985 |
| Copa de la UEFA             | Reial Madrid | Espanya | 1985 |
| Copa de la UEFA             | Reial Madrid | Espanya | 1986 |